# سليمان وسبأ (فلم 1959)
سليمان وسبأ (بالإنجليزية: Solomon and Sheba) هو فيلم رومانسي تاريخي أمريكي ملحمي صدر عام 1959 من إخراج كينج فيدور، وتم تصويره بتقنية تكنيرام (الألوان بتقنية تكنيكولور)، وتوزيع شركة يونايتد آرتيستس. يصور الفيلم الأحداث الموصوفة في الكتاب المقدس - الفصل العاشر من سفر الملوك الأول والفصل التاسع من سفر أخبار الأيام الثاني.
قام ببطولته يول برينر في دور سليمان وجينا لولو بريجيدا في دور سبأ؛ ويضم جورج ساندرز في دور أدونيا، وماريسا بافان في دور أبيشاج، وديفيد فارار في دور الفرعون. استند السيناريو الذي كتبه أنتوني فيلر وبول دادلي وجورج بروس إلى قصة لكرين ويلبر. في فبراير 2020، عُرض الفيلم في مهرجان برلين السينمائي الدولي السبعين، كجزء من معرض استعادي مخصص لمسيرة كينج فيدور المهنية.

## طاقم العمل
- يول براينر بدور الملك سليمان
- جينا لولو بريجيدا بدور ملكة سبأ
- ماريسا بافان بدور أبيشاج
- ديفيد فارار بدور فرعون (سيامون)
- هاري أندروز بدور بالتور
- جون كروفورد بدور يوآب
- لورانس نايسميث بدور هيزراي (يُنسب إليه دور لورانس نايسميث)
- فينلي كوري بدور الملك ديفيد
- جين أندرسون بدور تاكيان
- ويليام ديفلين بدور ناثان
- جاك جويليم بدور يوشيا
- خوسيه نييتو بدور أهاب (يُنسب إلى خوسيه نييتو)
- جورج ساندرز بدور أدونيا
- ماروتشي فريسنو بدور بثشبع
- خوليو بينيا في دور زادوك (يُنسب إلى خوليو بينا)

## روابط خارجية
- سليمان وسبأ  في قاعدة بيانات الأفلام على الإنترنت (بالإنجليزية)
- سليمان وسبأ (فلم 1959) في قاعدة بيانات تيرنر كلاسيك موفيز للأفلام.
- سليمان وسبأ على فهرس معهد الفيلم الأمريكي
- سليمان وسبأ (فلم 1959) في روتن توميتوز.
- "Solomon & Sheba, Inc." نسخة محفوظة 2012-02-29 على موقع واي باك مشين. جمعية علم الآثار التوراتية